# Carquefou

Localització de Carquefou

Carquefou (en gal·ló Carqefou) és un municipi francès del departament de Loire-Atlantique, a la regió del País del Loira, que històricament ha format part de la Bretanya. L'any 2006 tenia 17.898 habitants. Limita amb els municipis de Nantes, Sainte-Luce-sur-Loire, Thouaré-sur-Loire, Mauves-sur-Loire, Saint-Mars-du-Désert (Mayenne), Sucé-sur-Erdre i La Chapelle-sur-Erdre.

## Demografia
| Evolució de la població Ehess i INSEE |       |       |       |       |      |       |       |       |
| 1793                                  | 1800  | 1806  | 1821  | 1831  | 1836 | 1841  | 1846  | 1851  |
| 2 273                                 | 1 259 | 2 156 | 2 379 | 2 626 | -    | 2 690 | 2 912 | 2 899 |

| 1856  | 1861  | 1866  | 1872  | 1876  | 1881  | 1886  | 1891  | 1896  |
| ----- | ----- | ----- | ----- | ----- | ----- | ----- | ----- | ----- |
| 2 891 | 2 810 | 2 897 | 2 799 | 2 782 | 2 932 | 2 909 | 2 902 | 2 751 |

| 1901  | 1906  | 1911  | 1921  | 1926  | 1931  | 1936  | 1946  | 1954  |
| ----- | ----- | ----- | ----- | ----- | ----- | ----- | ----- | ----- |
| 2 670 | 2 843 | 2 609 | 2 586 | 2 538 | 2 472 | 2 635 | 3 026 | 3 169 |

| 1962  | 1968  | 1975  | 1982  | 1990   | 1999   | 2006 | 2011 | 2016 |
| ----- | ----- | ----- | ----- | ------ | ------ | ---- | ---- | ---- |
| 3 287 | 3 744 | 6 239 | 9 664 | 12 877 | 15 377 | -    | -    | -    |

| 2019 | - | - | - | - | - | - | - | - |
| ---- | - | - | - | - | - | - | - | - |
| -    | - | - | - | - | - | - | - | - |

## Administració
| Període   | Identitat                   | Partit   |
| --------- | --------------------------- | -------- |
| 1977-1983 | Pierre Stalder              |          |
| 1983-1989 | Francis Sergent             |          |
| 1989-2003 | Gisèle Gautier              | UDF-PPDF |
| 2003-2014 | Claude Guillet              |          |
| 2014-     | Véronique Dubettier-Grenier |          |

## Agermanaments
- Alella
- Eersel (Brabant del Nord)
- Racoviţa (Romania)